# Kanadische Davis-Cup-Mannschaft
Die kanadische Davis-Cup-Mannschaft ist die Tennisnationalmannschaft Kanadas. Der Davis Cup ist der wichtigste Wettbewerb für Nationalmannschaften im Herren-Tennis, analog zum Fed Cup bei den Damen.

## Geschichte
1913 nahm Kanada erstmals am Davis Cup teil. In der Weltgruppe spielte das Team erstmals 1991, verlor jedoch in der ersten Runde gegen die favorisierten Spanier mit 1:4. 1992 folgte ein weiterer Auftritt gegen Schweden, welcher mit 2:3 in Vancouver verloren ging. 1997 scheiterte die Mannschaft in der Qualifikation zur Weltgruppe an den Slowaken, auch 2002 scheiterte man gegen Brasilien mit 0:4. Erst 2004 schaffte man erneut den Sprung in die Weltgruppe, verlor jedoch gegen die Niederlande mit 1:4. 2019 erreichte die kanadische Mannschaft erstmals das Finale, in dem die Mannschaft nach den ersten beiden Einzeln vorzeitig gegen Spanien mit 0:2 unterlag.

## Finalteilnahmen
Die Ergebnisse der Finalteilnahmen werden aus kanadischer Sicht angegeben.
| Jahr | Finalort | Finalgegner | Ergebnis |
| 2019 | Madrid   | Spanien     | 0:2      |